# Chris Laffaille
 (novembre 2009).
Si vous disposez d'ouvrages ou d'articles de référence ou si vous connaissez des sites web de qualité traitant du thème abordé ici, merci de compléter l'article en donnant les références utiles à sa vérifiabilité et en les liant à la section « Notes et références ».
Pour les articles homonymes, voir Lafaille.
Chris Laffaille est un journaliste français.
Spécialisé dans la presse hebdomadaire illustrée et les agences photos françaises, il a été rédacteur en chef adjoint à Paris Match sous les ordres de Roger Thérond, décédé en 2001. Il est l'auteur de plusieurs livres et a réalisé des films documentaires notamment avec Karl Zéro.

## Biographie

### Carrière journalistique
Très introduit aux États-Unis où il a fait ses études, il est aussi un connaisseur du post-franquisme et des dictatures latino-américaines.
- Jeune journaliste basé à New York, Chris Laffaille a couvert dans les années 80 comme reporter-photographe les guerres civiles en Amérique centrale (Nicaragua, El Salvador et Guatemala), les crises dans les Caraïbes à Cuba, Grenade et la Jamaïque, ainsi que la guerre des Falklands en Argentine, principalement pour le magazine "Newsweek".
- Il a aussi longtemps collaboré au magazine espagnol à grand tirage, Interviu, créé par Antonio Asensio en 1976 quelques mois après la mort de Franco qui connut un grand succès.

Il a également dirigé à Paris les rédactions des agences photos Sipa Press -avec le PDG Goksin Sipahioglu- et Corbis, anciennement Sygma. 
Fasciné par le comportement des célébrités et le fonctionnement du monde du spectacle en France, il a travaillé pour le groupe espagnol Hola S.A. avec son patron Eduardo Sanchez Junco. Il a également collaboré avec le quotidien britannique du dimanche News of the World, sous les règnes de Robert Warren, Wendy Henry et Rebecca Wade, des éditeurs de Fleet street. 
Il est aujourd'hui spécialisé dans les grandes enquêtes.
C'est un ami des écrivains Peter Manso, Thomas Sanchez, Paul-Eric Blanrue, Dana Thomas, François Pédron, Pierre Delanoy, et Michel Folco[réf. nécessaire].

## Ouvrages
- 2007 : Diana : L’enquête jamais publiée
- 2008 : Les Portes de l’Enfer : L’Inavouable Vérité sur l’Affaire Borrel
- 2008 : Carla et Nicolas : Chronique d’une liaison dangereuse[1], avec Paul Eric Blanrue
- 2008 : Le Joueur : Jérome Kerviel, seul et contre tous, avec Paul Eric Blanrue, éditions Scali 2007-2008.